# Воря-Богородське
Во́ря-Богоро́дське (рос. Воря-Богородское) — присілок у складі Щолковського міського округу Московської області, Росія.
Стара назва — Воре-Богородське.

## Населення
Населення — 121 особа (2010; 155 у 2002).
Національний склад (станом на 2002 рік):
- росіяни — 99 %